# Хаммарстранд
Ха́ммарстранд (швед. Hammarstrand)— населенный пункт в восточной части лена Е́мтланд, Швеция.
Является центральным городом коммуны Рагунда. Хаммарстранд расположен на реке Индальсэльвен приблизительно в 100 километрах на юго-восток от центра лена города Эстерсунд и в 130 километрах на северо-запад от города Сундсвалль.
Город привлёк внимание Швеции после телевизионной программы Allt för byn.

## История
Хаммарстранд находится посреди местности, которая прежде называлась Рагундский лес. Тогда местность вокруг Хаммарстранда состояла из отдельных крестьянских дворов и центр города располагался на северной стороне озера Рагундашён, где также была построена церковь.
Старая Рагундская церковь была построена в конце XV века прямо у береговой линии существующего тогда озера Рагундашён. Церковь построена из камня и сейчас выглядит также, как и во времена своей постройки.
Характерной особенностью для церкви являются элементы красного гранита, так называемого Рагундского гранита.
Новая церковь построена в середине XIX века недалеко от старой.

## Катастрофа 1796 года
Большие части Хаммарстранда расположены на земле, которая прежде была дном озера Рагундашён. В восточном конце озера был 35-метровый водопад Стурфоршен или, как его также называли, Гедунгсен. Чтобы облегчить сплав брёвен, люди начали рыть канал сквозь песчаную гряду к югу от водопада. Руководителем проекта был Магнус Хусс. Вместо того, чтобы рыть канал вручную, Хусс решил использовать воду из протекающего рядом ручья Boängsbäcken, которая с помощью специально построенных установок, контролировавших поток, сама пробивала себе русло сквозь песчаную гряду. Энтузиасты не знали тогда, что песчаный хребет образовался при самом последнем ледниковом периоде и первоначальное русло реки лежало как раз под песчаной грядой.
В ночь на 7 июня 1796 года весенние воды подняли уровень воды в озере так высоко, что вода сама нашла себе путь и вышла из вырытого канала в песчаной гряде.
Целое озеро Рагундашён длинной 25 километров и объёмом 300 миллионов кубических метров воды опустело в течение четырёх часов.
Река Индальсэльвен вернулась в своё старое русло и водопад Гедунгсен замолчал и превратился в Дёда-Фаллет — «мёртвый водопад».
Дёда-Фаллет находится сейчас в коммуне Рагунда в 10 километрах на восток от Хаммарстранда и в 6 километрах на запад от города Биспгорден в маленькой деревне Вестереде, которая раньше относилась к старой коммуне Форс.

## Хаммарфорсен
В западном конце озера Рагундашён вместо этого шумит теперь новый порог — Hammarforsen, и вместо большого блестящего озера теперь всего лишь русло реки.
Хаммарфорсен — самый молодой водопад Швеции, и даже заполучил мелодию в свою честь — Шум Хаммарфорсена, сочинённую скрипачом Альбертом Брэннлундом.
Водопаду выпало свободно шуметь 120 лет пока в 1920 году не начали строить электростанцию. Первый блок был введён в эксплуатацию в 1928 году.

## Основание Хаммарстранда
Благодаря тому, что у порога Хаммарфорсен были построены мельницы, общество начало обустраиваться на южном берегу реки Индальсэльвен.
Под конец 1900 года появилось у общины почтовое отделение, которое получило название Хаммарстранд.
В конечном итоге магазины, аптеки, врачи и другие важные функции с северного берега и из общины станции Рагунда переместились в Хаммарстранд.
Когда коммуны Форс, Стугун и Рагунда были объединены в 1974 году,Хаммарстранд был назначен центральным городом.

## Источник здоровья Хаммарстранда
В середине XIX века обнаружился источник в той части Хаммарстранда, которая прежде лежала под озером Рагундашён.
У источника была вода, богатая железом и он считался приносящим здоровье.
При источнике был устроен парк, куда отовсюду приходили люди, что бы пить целебную воду колодца. Новодворье было также известно как Wärdshuset Wildhussen, который функционировал как СПА-отель.

## Санно-бобслейная трасса
В 60-х годах город решил сделать ставку на то, что бы стать туристическим объектом.
Ещё в 50-х годах бы обустроен первый горнолыжный спуск, а в 1960 году был построен кресельный подъёмник.
На горе Куллста были построены домики для отдыха, а на берегу Индальсэльвена расположился кемпинг.
Вблизи Wärdshuset Wildhussen построили зал для кёрлинга, а под слаломным спуском обустроили лыжную беговую дорожку с электрическим освещением.
Но важнейшим событием было то, что решили построить санно-бобслейную трассу по международному стандарту в том месте, где соединяются две горы Кullstaberget и Vättaberget.
К зимнему сезону 1963 года была готова трасса динной 700 метров, а годом её увеличили до 1000 метров.
Трасса получила международное подтверждение и впервые чемпионат мира по санному спорту проводился в Хаммарстранде в 1967 году.
Хаммарстранд был хозяином чемпионатов мира также в 1975 и 1981 годах.
Кроме того, здесь были проведены чемпионаты Европы в 1970, 1976, 1978 и 1986 годах.
Бобслейно-санная лига потеряла интерес к трассе в 1990 году. Хаммарстранд отреагировал на это тем, что его бобслейно-санный клуб начал обширные бобслейные заезды.
С семидесятых годов деятельность трассы была полностью сконцентрирована на санном спорте.
В 90-х годах трасса существенно увеличила свою туристическую деятельность.
Мягкие зимы и высокая стоимость обслуживания привела к тому, что трасса стала всего лишь местной достопримечательностью.

## Рагундский медведь
В муниципальном доме коммуны Рагунда, который находится в центре Хаммарстранда, в холле выставлено чучело так называемого
рагундского медведя. Его подстрелил в 1967 году охотник Ян Мудин в лесу рядом с селом Евог. В своё время это был самый большой медведь, пойманный в Скандинавии. Он весил 325 кг и возрастом 19 лет.

## Знак Хаммарстранда
В Хаммарстранде есть своя собственная версия знаменитого знака Голливуд. Буквы, каждая высотой 8 метров, составляют надпись Hammarstrand и растягиваются в длину на 68 метров.
Знак был построен в содружестве с телепрограммой Allt för byn и был открыт в 2007 году.